# ジョリエット刑務所

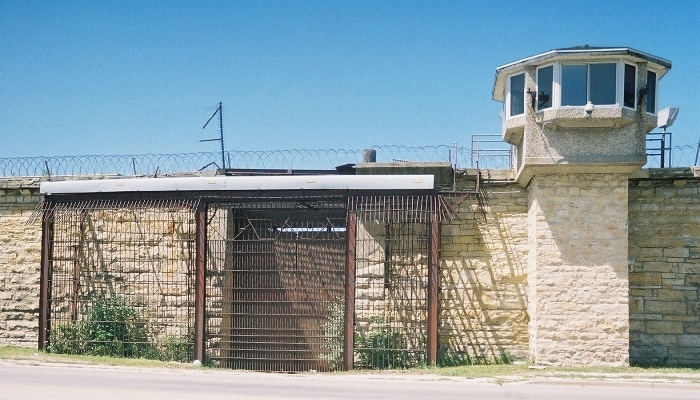
ジョリエット刑務所の出入り口

ジョリエット刑務所（ジョリエットけいむしょ、Joliet Prison）は、アメリカ合衆国イリノイ州ジョリエットにあった刑務所。
1858年に開所され、2002年に閉鎖されている。そのため、下記に挙げられるような映画やテレビドラマのロケ地として利用され、かなり名のしられた場所となっている。

## ロケ地に使われた作品
映画
- 『ブルース・ブラザース』 … ジョリエット刑務所として登場。
- 『プリズン・フリーク』

テレビドラマ
- 『プリズン・ブレイク』 … フォックスリバー州立刑務所という名前で登場。